# Cantó de Sent Medard de Jalas
El cantó de Sent Medard de Jalas és un cantó francès del departament de la Gironda, situat al districte de Bordeus. Té 13 municipis i el cap és Sent Medard de Jalas.

## Municipis
- Halhan
- Sent Aubin dau Medòc
- Sent Medard de Jalas
- Lo Talhan de Medòc

## Història
| Data d'elecció                           | Identitat       | Partit | Qualitat |
| ---------------------------------------- | --------------- | ------ | -------- |
| 1982-1988                                | Georges Meyniac | CNI    |          |
| 1988-                                    | Serge Lamaison  | PS     |          |
| les dades anteriors no són pas conegudes |                 |        |          |
|                                          |                 |        |          |

## Demografia
| 1962   | 1968   | 1975   | 1982   | 1990   | 1999   | 2006   |
| ------ | ------ | ------ | ------ | ------ | ------ | ------ |
| 10.676 | 14.728 | 26.357 | 32.352 | 40.185 | 46.574 | 49.531 |